# Climate Change Denial: Heads in the Sand
Vous lisez un « bon article » labellisé en 2019.
Climate Change Denial: Heads in the Sand (litt. « Déni du changement climatique : les têtes dans le sable ») est un essai scientifique sur le déni du changement climatique paru en 2011, coécrit par Haydn Washington et John Cook, avec une préface de Naomi Oreskes.  
Le livre analyse en profondeur l'argumentaire sous-jacent à la dénégation du changement climatique pour mieux le réfuter, en examinant point par point plusieurs arguments et en leur opposant des faits validés par des pairs et faisant l'objet d'un consensus scientifique sur le changement climatique. Les auteurs affirment que ceux qui nient le changement climatique adoptent des tactiques telles la « cueillette de cerises » censées étayer leur point de vue tout en s'attaquant à l'intégrité intellectuelle des climatologues. Ils recourent à la théorie des sciences sociales pour examiner le phénomène de négation du changement climatique auprès du grand public et présentent ce phénomène comme une forme de pathologie. Les auteurs concluent que si le public cessait de nier le problème du changement climatique, on pourrait commencer à le traiter de manière réaliste. L'ouvrage a reçu un accueil positif des magazines de la presse spécialisée The Ecologist ou ECOS.

## Contexte
Le livre a été co-écrit par les chercheurs australiens en sciences de l'environnement Haydn Washington et John Cook,. Haydn Washington a travaillé pendant plus de 30 ans dans le domaine des sciences de l'environnement avant de rédiger le livre. Parmi ses ouvrages précédemment publiés sur le sujet des sciences de l'environnement, on peut citer Ecosolutions (1991), A Sense of Wonder (2002) et The Wilderness Knot (2009). En 2015, Haydn Washington avait le statut de Visiting Fellow à l'Institute of Environmental Studies de l'université de Nouvelle-Galles du Sud.
John Cook a de son côté un parcours universitaire dans le domaine de la physique. Avant de travailler sur cet ouvrage, John Cook a fondé le site internet Skeptical Science, qui rassemble des données sur le changement climatique validées par des pairs. Il a placé sur le site les assertions les plus courantes faites par les opposants au consensus scientifique sur le changement climatique, avec des données permettant de réfuter chacun de leurs arguments. Après la publication de Climate Change Denial: Heads in the Sand, John Cook a été co-auteur d'un autre ouvrage relatif au changement climatique, intitulé Climate Change Science: A Modern Synthesis: Volume 1 – The Physical Climate (2013). En 2015, John Cook a travaillé comme chargé de communication pour les questions relatives au climat à l'université du Queensland,.
Climate Change Denial: Heads in the Sand est d'abord publié en 2011 par Earthscan, une filiale de Routledge,. Les éditions reliées et brochées ont été publiées en avril 2011,. Il a été publié la même année par l'éditeur sous format livre numérique. Un second eBook a été sorti par Routledge en 2012,. Le livre était disponible sur Kindle par Amazon en mai 2013.

## Contenu
Climate Change Denial: Heads in the Sand présente une analyse détaillée et une réfutation des arguments des personnes niant le réchauffement climatique,. Dans sa préface, Naomi Oreskes écrit que des personnes sont victimes du phénomène de déni du fait du sentiment de peur. Le livre examine plusieurs arguments contestant le réchauffement climatique, et s'appuie sur des données probantes faisant l'objet d'un consensus scientifique et validées par des pairs, pour contester la validité de chacun de ces arguments,, et classe les sceptiques en fonction de leur degré de déni du réchauffement climatique : « Il y a d’abord les sceptiques de tendance ; ceux qui nient la tendance du réchauffement de la planète. Il y a ensuite les sceptiques d’attribution, qui croient que le changement climatique existe, mais l’attribuent à des fluctuations naturelles dans le climat planétaire. Enfin, les sceptiques d’impact croient que le changement climatique existe et est le résultat de l’activité humaine, mais affirment que les impacts seront désirables ou inconséquents ». 
La méthodologie de ceux qui nient le changement climatique est évaluée : picorage pour la sélection des données cherchant à étayer leurs points de vue spécifiques, demande de rigueur toujours plus grande pour apporter la preuve du changement climatique et mise en cause de la valeur des climatologues travaillant sur le sujet. Le livre explique pour quelles raisons certaines personnes et le grand public ont tendance à nier le consensus scientifique sur le changement climatique,.
Les auteurs discutent du concept plus large de déni en utilisant les sciences sociales, notant que le phénomène apparaît dans la société lorsque les individus sont effrayés ou ont honte de leurs actions. Ils écrivent que ces sentiments négatifs, lorsqu'ils sont répandus à l'échelle d'une société, se présentent comme une forme de maladie,. Le livre identifie le déni de changement climatique lui-même comme une pathologie affectant la culture de la planète.  
Le livre indique que l’opinion publique est influencée par des entreprises qui tirent profit de l’exploitation de combustibles fossiles. Les auteurs ont ensuite identifié un niveau plus élevé de déni, cette fois-ci au sein du grand public. Ils soutiennent que la société permet le déni de la climatologie par l'inaction et la résistance au consensus scientifique. Les auteurs concluent que si le public cessait de nier le changement climatique, on pourrait agir significativement pour traiter le problème.

## Accueil

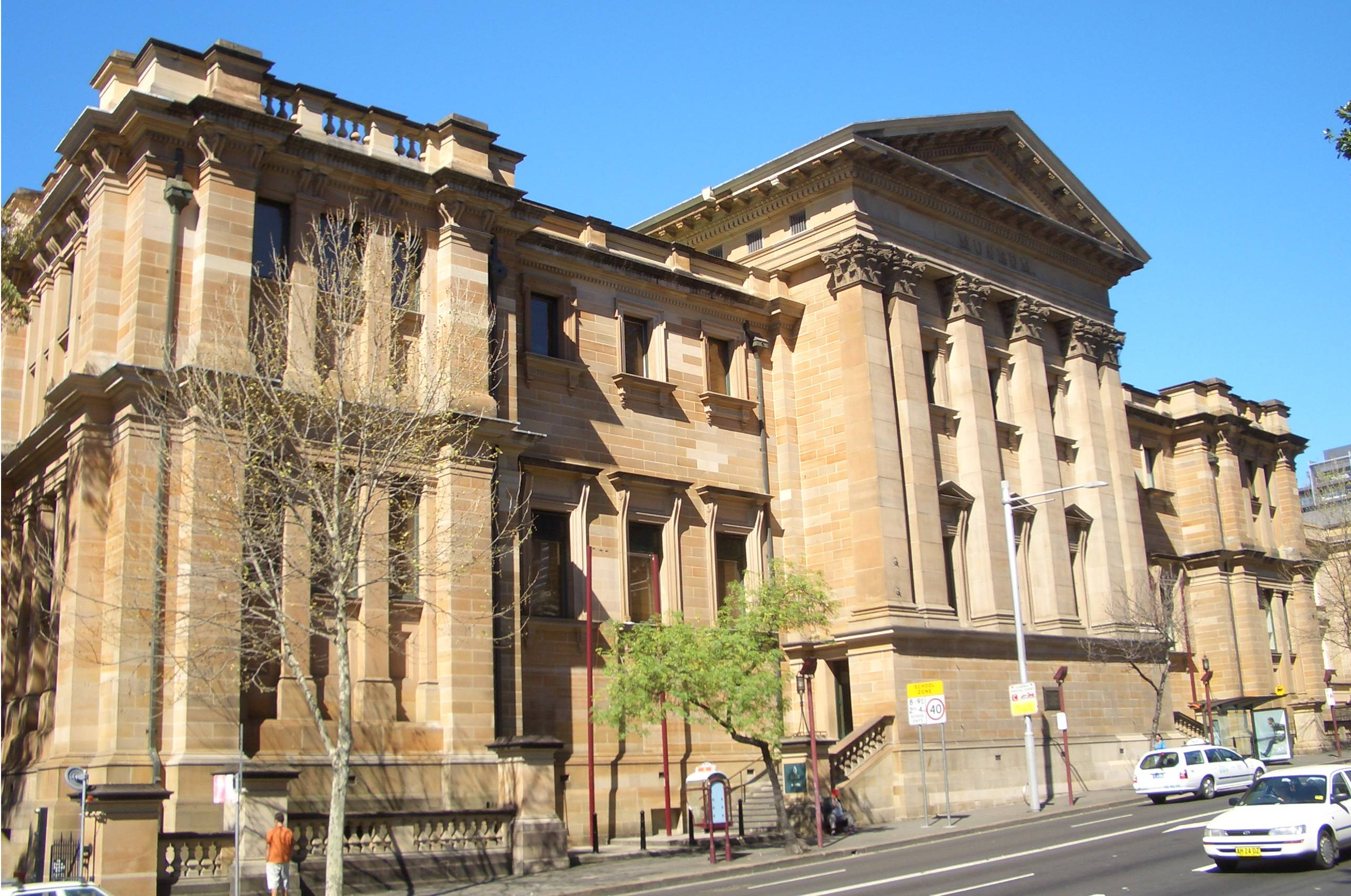
Façade de l'Australian Museum, dont les membres ont décerné le Prix Eureka à John Cook en 2011.

Pour son travail de documentation et ses efforts pour communiquer au grand public les fondamentaux du changement climatique, John Cook a remporté en 2011 le prix Eureka de l'Australian Museum pour avoir fait avancer la connaissance sur le changement climatique. Climate Change Denial a reçu un accueil positif dans des publications telles que The Ecologist, le magazine ECOS et le journal Education. 
The Ecologist a souhaité faire l'analyse critique du livre, et l'a décrit comme « bien renseigné et minutieusement agrémenté de notes en bas de page ». La critique de l'ouvrage conclut : « Climate Change Denial est un livre sage et opportun… Il mérite d'être connu ». Dans le magazine ECOS, Mary-Lou Considine écrit que le livre « dissèque les objections à la science après examen par les pairs » avec « une minutie médico-légale ». Mary-Lou Considine a recommandé le livre à ceux qui avaient déjà visité le site Web Skeptical Science et qui souhaitaient par la suite en savoir plus sur le sujet.
Janine Kitson a fait la critique du livre pour le journal Education, publié par la New South Wales Teachers Federation. Elle a décrit le travail comme opportun et important dans un contexte impliquant une nécessité publique d’agir avant l'atteinte d'un point de non-retour : « C’est un livre crucial à lire avant que le dérèglement climatique ne se produise véritablement et qu'il devienne hors de contrôle ». Son analyse conclut : « On ne peut qu'espérer que ce livre sera lu par les défenseurs du climat, afin que nous puissions commencer le voyage difficile vers un avenir écologiquement durable ».